# Stanisław Szarski

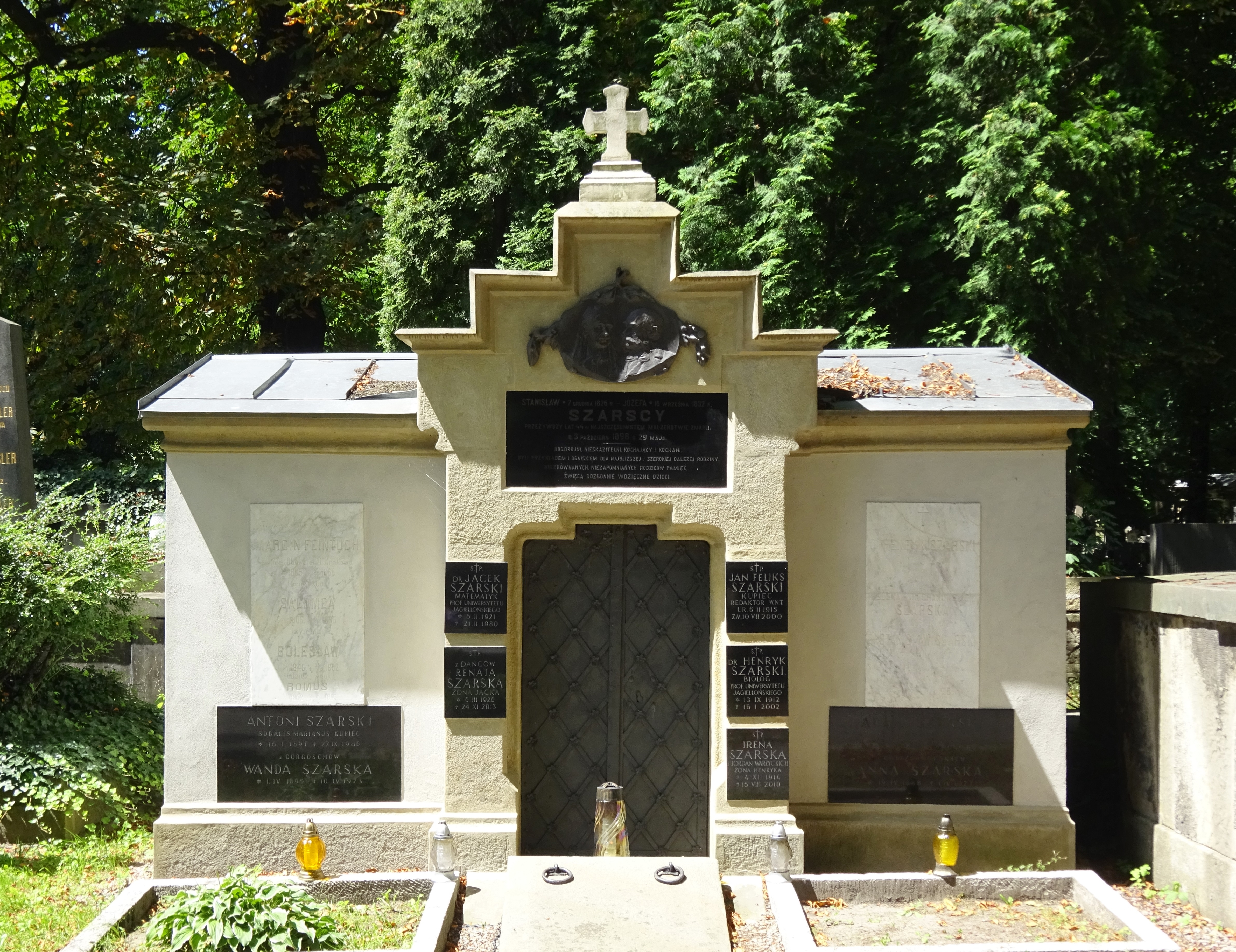
Grobowiec Szarskich na Cmentarzu Rakowickim

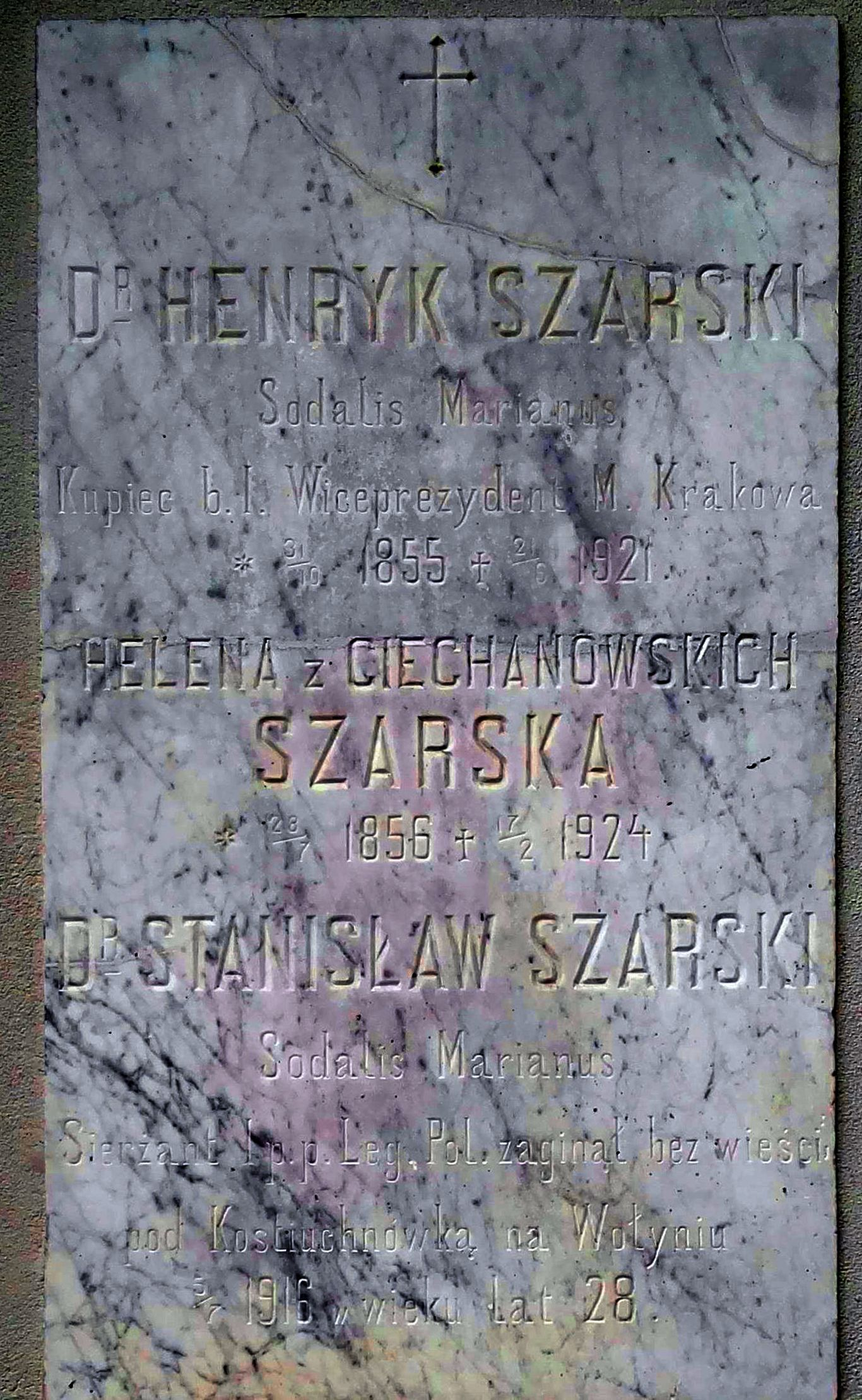
Tablica nagrobna Szarskich: Henryka, Heleny i Stanisława, Kraków

Stanisław Marcin Barnaba Szarski (ur. 11 czerwca 1888 w Krakowie, zm. 5 lipca 1916 pod Kostiuchnówką) – tytularny sierżant Legionów Polskich, kawaler Orderu Virtuti Militari, doktor filozofii.

## Życiorys
Urodził się 11 czerwca 1888 w Krakowie, w rodzinie Henryka Marcina (1855–1921), kupca, I wiceprezydenta Krakowa i Heleny Julii Marty z Ciechanowskich (1856–1924). Był bratem Adama.
Absolwent Wydziału Polonistyki Uniwersytetu Jagiellońskiego. W 1913 obronił doktorat publikując pracę: „Mitologia klasyczna w poezji Kochanowskiego”. Wyjechał do Paryża celem dalszych studiów. Tam zapisał się do Związku Strzeleckiego jako rekrut. Do Krakowa powrócił w połowie lipca 1914, w którym zgłosił się do Związku Strzeleckiego.
8 sierpnia 1914, wymaszerował z Oleandrów jako żołnierz 1 kompanii 1 pułku I Brygady Legionów Polskich. Przebył kampanię pułku do grudnia 1914 roku, kiedy zachorował i znalazł się w szpitalu. Po zakończeniu leczenia został przydzielony do Szkoły Podchorążych Legionów Polskich. 14 maja 1915, po ukończeniu szkoły „ze stopniem dobrym”, został mianowany aspirantem oficerskim w randze tytularnego sierżanta z poborami plutonowego. Wrócił do pułku i swojej kompanii. Poległ 5 lipca 1916 w bitwie pod Kostiuchnówką . Po zakończeniu bojów uparcie lecz bezskutecznie poszukiwany przez siostrę Józefę i braci Adama i Antoniego. Został uznany za zmarłego.
Została ustanowiona symboliczna tablica nagrobna na grobie rodziny Szarskich na cmentarzu Rakowickim w Krakowie - o treści: 
"Dr Stanisław Szarski, Sodalis Marianus, Sierżant I p.p. Leg.Pol. zaginął bez wieści, pod Kostiuchnówka na Wołyniu, 5/7 1916 w wieku lat 28"
Od 4 maja 1915 do 1 lipca 1916 roku prowadził dziennik, przekazany do Wojskowego Instytutu Historycznego przez jego siostrę Józefę Merunowicz. Jeden z jego listów do rodziny przytoczyła Dorota Zofia Strojnowska w artykule „Pod każdym sztandarem, byle nie białym” w rozdziale „Koszula jeńca rosyjskiego”.

## Ordery i odznaczenia
- Krzyż Srebrny Orderu Wojskowego Virtuti Militari nr 7211 – pośmiertnie, 17 maja 1922[11][12][13][14][15]
- Krzyż Niepodległości – pośmiertnie, 24 października 1931 „za pracę w dziele odzyskania niepodległości”[16][1]